# 久間田琳加
久間田琳加（日语：／ Kumada Rinka；2001年2月23日—）是日本女演員、模特兒，出身自東京都。LesPros娛樂旗下藝人。

## 作品列表

### 電影
- 女生的事儿大多发生在厕所里「前篇」「后篇」（2015年8月22日）：飾演 佐々木
- 乒乓情人夢（2017年10月21日）：飾演 佐野詩織
- 青夏：戀上你的30日（2018年8月1日）：飾演 櫻田綾
- 努努子的圣战 〜harajuku story〜（2018年11月9日）：飾演 三好里奈（與吉田凛音雙主演）
- 童年玩伴的他（2023年5月12日）：主演 加賀屋楓（與井上瑞稀雙主演）
- 天一亮，就想見到你（2023年9月1日）：主演 丹羽茜（與白岩瑠姬雙主演）
- 新人记者Torokko 我不做谁做！（2024年8月9日）：飾演 西園寺茉莉
- 喜欢你，不是因为你长得帅（2025年3月7日）：飾演 知見才南（女主角）
- 陰陽眼見子（2025年6月6日）：飾演 百合川華

### 電視劇
- Marry Me!（2020年10月4日－12月6日，朝日放送電視台）：主演 澤本陽茉梨
- 14個由於特殊原因不能回老家的男子 第4集「代役彼女」（2021年5月1日，朝日放送電視台）：飾演 （女主角）
- #ColdGame（2021年6月6日－7月24日，東海電視台、富士電視台）：飾演 木村陽菜
- 小子爱找茶（2021年10月8日－12月24日，東京電視台）：飾演 姉崎奈緒美（女主角）
- 青春灰姑娘（2022年10月17日－12月26日，朝日放送電視台）：主演 萩野紫苑
- 末班車開始的愛情（2023年1月15日－29日，名古屋電視台）：飾演 櫻井茉子（女主角）
- brother trap兄弟陷阱（2023年1月25日－3月22日，TBS）：主演
- 廚刀與小青椒 -一日料理帖-（2023年3月24日－5月26日，WOWOW）：飾演 山口鈴音
- 我竟然养了个小白脸 第3集（2023年4月12日、TBS）：飾演
- 犬神家一族（2023年4月22日・29日、NHK BS Premium・NHK BS4K）：飾演 加代
- 往這邊看 向井君 第1話、第2話（2023年7月12日、19日，日本電視台）：飾演 （第2話 女主角）
- 我最糟糕的朋友（2023年8月21日 - 10月12日、NHK総合）：飾演 城島和佳奈
- 再見指揮家～父親和我的熱情～（2024年1月14日－3月17日，TBS）：飾演
- GO HOME～警視廳身份不明人相談室～ 第5話（2024年8月17日、日本電視台）：飾演 高倉紀子
- 我們陷入戀愛的理由（2024年10月12日 - 12月21日、朝日電視台）：飾演 森田葵（女主角）
- 家政夫三田園 第七季（2025年1月14日 - 3月11日、朝日電視台）：飾演
- DOPE 麻藥取締部特搜課（2025年7月4日 - 、TBS）：飾演

### 網路劇
- 女生的事儿大多发生在厕所里（2015年5月20日 - ，GYAO!）：飾演 佐々木
- 只想告訴你（2023年3月30日，Netflix）：飾演 矢野彩音

## 外部連結
- 經紀公司官方網站（日語）
- 久間田琳加的X（前Twitter）
- 久間田琳加的Instagram帳戶